# 유림 (평곡희후)
유림(劉臨, ? ~ ?)은 전한 후기의 제후로, 광릉여왕의 손자이다.

## 행적
아버지 유증의 뒤를 이어 평곡후(平曲侯)에 봉해졌다. 시호를 희(釐)라 하였고, 아들 유농이 작위를 이었다.

## 출전
- 반고, 《한서》 권15하 왕자후표 下

| 선대 아버지 평곡절후 유증 | 전한의 평곡후 ? ~ ? | 후대 아들 유농 |